# 絕地重生 (2013年電影)
《絕地重生》是一部2013年的美國劇情片，為大衛·戈登·格林執導。改編自拉利·布朗的同名小說（1991年），電影由尼可拉斯·凱吉、泰·謝里丹與羅尼·吉恩·布列文斯主演。首次公開於第70屆威尼斯影展，並在2013年多倫多國際電影節的特別介紹中入列。
美國於2014年4月11日上映（限定區域），而台灣的檔期原定於2014年8月22日，後則延至9月19日才上映。

## 劇情
故事敘述一位有前科的中年人Joe在伐木場工作時，遇上了一位15歲的懂事男孩，在兩人一同工作的情況下，Joe試圖藉此得到內心上的救贖...。

## 演員
- 尼可拉斯·凱吉 飾演 喬·蘭賽姆（Joe Ransom）[7]
- 泰·謝里丹 飾演 格雷（Gary）
- 希瑟·凱夫卡 飾演 拉齊（Lacy）
- 羅尼·吉恩·布列文斯 飾演 威利（Willie）
- 蘇·洛克 飾演 默爾（Merle）
- 艾德米西·米甚勒 飾演 康尼（Connie）
- 加里·保爾特 飾演 韋德（Wade）
- 黛娜·佛瑞塔格 飾演 蘇（Sue）

## 評價
《絕地重生》發布後大獲好評，在爛番茄上基於72條評論獲得86％的新鮮度，在Metacritic基於32個評論家得分72／100，代表「整體良好」，而在imdb上則得分7.0。《Influx》雜誌的史蒂夫·普拉斯基給予本片「A-」的評價。

## 外部連結
- 互联网电影数据库（IMDb）上《絕地重生》的资料（英文）